# براكستون باول
براكستون باول هو سياسي أمريكي، ولد في 23 نوفمبر 1944 في سوفولك في الولايات المتحدة، وتوفي في 2 مايو 2010 في ميدلوثيان فرجينيا ‏ في الولايات المتحدة.